# Bill Coven
Wilbur Allen Coven, detto Bill (Elyria, 16 febbraio 1920 – Lorain, 7 dicembre 1998), è stato un cestista statunitense, professionista nella NBL.

## Carriera
Nella stagione 1946-47 ha giocato in NBL con i Rochester Royals; nel corso delle 13 partite disputate ha segnato un totale di 24 punti; nello stesso anno ha anche giocato 5 partite di playoff con i Royals, senza segnare nessun punto.